# Krabinay
Im haitianischen Voodoo ist Krabinay ein Geistwesen, das zur Gruppe der zerstörerischen und feindseligen Geister, dem Petro, gezählt wird. Vereinzelt wird Krabinay auch als eine Gruppe von Loa, Geistwesen, mit denselben Eigenschaften angesehen.

## Zugeschriebene Eigenschaften
Krabinay wird mit Gewalttätigkeit in Verbindung gebracht. Ihm wird ein verbitterter und zynischer Charakter zugeschrieben. Zugleich soll er aber auch in der Lage sein, Menschen von der Verfolgung durch Baca (böswilligen wandernden Gespenstern) und feindlichen Racheschwüren zu befreien. Der Fachautor Reginald Crosley vergleicht ihn mit Luzifer in der biblischen Überlieferung. Krabinay räume ein, von Gott erschaffen worden zu sein, meide aber dessen Namen und bleibe auf Distanz zu Gott, da er nicht um die Erschaffung gebeten habe.

## Verehrung
Die Menschen, die sich von Krabinay besessen fühlen, sollen sich in Rot kleiden und gefährlich hohe Sprünge vollziehen. Im Voodoo wird grundsätzlich vor seiner Verehrung gewarnt, jedoch könne er in besonders verzweifelten Fällen einem Voodoo-Priester wirkungsvoll zur Seite stehen. Anwesende sollen eine sichere Entfernung zu den Besessenen einhalten, da diese nicht nur Zynismus, sondern auch gewalttätiges Verhalten an den Tag legen sollen.